# Dove Creek
La ville de Dove Creek est le siège du comté de Dolores, situé dans le Colorado, aux États-Unis.
La ville doit son nom au ruisseau Dove Creek, nommé ainsi en raison des nombreuses colombes (dove en anglais) qui habitent la région.

## Démographie
Selon le recensement de 2010, Dove Creek compte 735 habitants. La municipalité s'étend sur 0,54 milles carrés (1,4 km2).
| 1940 | 1950 | 1960 | 1970 | 1980 | 1990 |
| ---- | ---- | ---- | ---- | ---- | ---- |
| 418  | 702  | 986  | 619  | 826  | 643  |

| 2000 | 2010 | - | - | - | - |
| ---- | ---- | - | - | - | - |
| 698  | 735  | - | - | - | - |